# 발렌시아 대성당

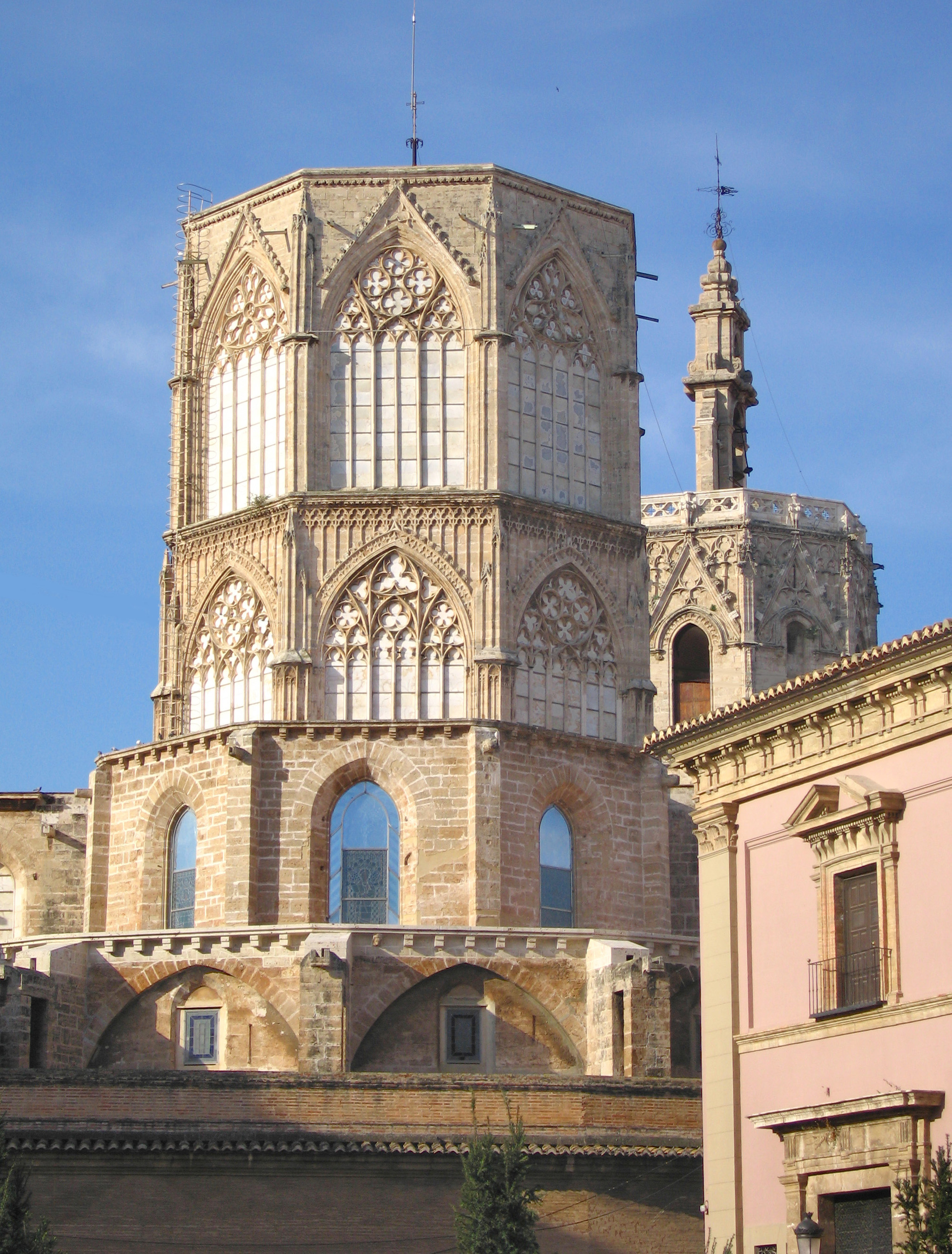
발렌시아 대성당

발렌시아 대성당(스페인어: Catedral de Santa María de Valencia)은 스페인 발렌시아에 있는 대성당이다.
본래는 무어인들에 의해 모스크로 건립되었으며, 레콩키스타 이후 기존 건축물이 철거되고 로마 가톨릭 교회로 전환되었다. 13세기에서 15세기 사이에 여러 차례 공사가 이루어졌었으며, 스페인 내전 도중 화재로 건물 일부가 소실되었다.

## 같이 보기
- 미겔레테탑